# Bengt Ekberg
Bengt-Åke Ekberg, född 31 maj 1938 i Landskrona, är en svensk politiker (socialdemokrat). Han är bosatt i Oskarström utanför Halmstad.

## Biografi
Bengt Ekberg var kommunstyrelsens ordförande i Halmstads kommun 1998 till 2006. Under hans mandatperiod tillkom det nya stadsbiblioteket. Ekberg har tidigare varit kapten på I16.